# Volition, Inc.
Volition, Inc. és una empresa desenvolupadora de videojocs per consoles i ordinadors. Volition s'ubica a Champaign (Illinois). L'empresa va ser creada quan Parallax Software (desenvolupadors criticats per la saga Descent) va ser dividida en dos. L'altre empresa ara tancada era Outrage Entertainment qui va desenvolupar Descent 3 i Alter Echo. L'empresa va ser adquirida per THQ.

## Videojocs
- Saints Row 2 (2008)
- Saints Row (2006)
- The Punisher (2005)
- Red Faction II (2003)
- Summoner 2 (2002)
- Red Faction (2001)
- Summoner (2000)
- FreeSpace 2 (1999)
- Descent: FreeSpace - The Great War (1998)